# Venäläissaari (ö i Kajanaland, Kehys-Kainuu, lat 64,90, long 28,15)
Venäläissaari är en ö i Finland. Den ligger i sjön Lylyjärvi och i kommunen Puolango i den ekonomiska regionen  Kehys-Kainuu  och landskapet Kajanaland, i den centrala delen av landet, 500 km norr om huvudstaden Helsingfors. Öns area är 0,4 hektar och dess största längd är 90 meter i öst-västlig riktning.